# Tabula rasa
Tabula rasa znamená původně oškrabanou a uhlazenou voskovou psací tabulku, jaké užívali staří Římané. Výraz se užívá jako metafora ve stejném významu jako české „nepopsaný list“: znamená médium, na něž se dá psát, na němž však (zatím) není nic napsáno.

## Filosofický pojem
Lidskou duši přirovnával k nepopsané tabuli už Platón, podobná metafora se najde v Aristotelově pojednání O duši, u stoiků a ve scholastice. Tomáš Akvinský cituje Aristotela, podle něhož je duše zprvu „jako čistá tabulka, na níž není nic napsáno“. Na druhé straně byli všichni tito myslitelé přesvědčeni, že člověk je předem vybaven jistými myšlenkovými či duševními schopnostmi, o nichž si těžko představit, že by je mohl získat teprve zkušeností - například schopnost spojovat vjemy jednotlivých smyslů do smysluplného celku, který teprve zkušenost umožňuje.
V polemice proti racionalismu použil výraz tabula rasa i anglický filosof John Locke (1632–1704) pro výklad své empiristické epistemologie, podle níž se všechny pojmy, znalosti, vědomosti, mravní zásady atd. získávají v průběhu života, a to výhradně zkušeností. Mysl právě narozeného dítěte je tabula rasa, do které se teprve postupem času vkládají pocity, zkušenosti, dojmy, morální zásady atd.
Proti tomuto názoru se postavil Immanuel Kant a ve své Kritice čistého rozumu ukázal, že aby člověk vůbec mohl získat nějakou zkušenost, musí už mít některé základní pojmy, které Kant nazývá apriorní. Aby se člověk vyznal v tom, co vnímá, potřebuje apriorní rámec prostoru a času, v němž teprve může získávat nějaké smysluplné zkušenosti. Tak každá smyslová zkušenost nutně předpokládá pojem a určitou orientaci v prostoru, kdežto pojem času vyžaduje každá zkušenost vůbec. Dokonce i logické věty pracují s časem: tzv. zákon vyloučeného třetího říká, že nemůže platit současně A i non-A.
Spor mezi zastánci empirismu a „vrozených idejí“ trvá dodnes, a to na mnoha frontách. Zajímavým způsobem do něho zasáhla např. genetika, podle níž je duševní život člověka silně ovlivněn zděděnými vlastnostmi. Pokusy s jednovaječnými dvojčaty také naznačují, že člověk není „tabula rasa“, nýbrž že je od narození nějak specificky vybaven. Podle významného amerického lingvisty N. Chomského je každý člověk od narození vybaven zvláštním mozkovým aparátem (Language acquisition device, LAD) pro vybudování řeči, zejména gramatiky. Chomského teorie jsou ale napadány, protože postrádají vědecké důkazy.
Zajímavou studií se stal pokus Michaela Meaney, který prokazuje, že matky "programují genom" a zásadně tak ovlivňují vývoj mláděte. Zdravý lidský plod je ale sterilní a neobsahuje mikrobiom.